# حورشيم
حورشيم ((بالعبرية: חוֹרְשִׁים)، حرف. حارثون) هو كيبوتس في وسط إسرائيل. يقع في جنوب سهل شارون ويغطي مساحة 3,000 دونم، ويندرج ضمن اختصاص مجلس دروم هشارون الإقليمي. «اسمه مستمد من الوادي الإنجيلي حراشيم (أخبار. 4:14).» في 2011 بلغ عدد سكانها 300.